# Housatonic, Massachusetts
Housatonic, Massachusetts (енгл. Housatonic) насељено је место без административног статуса у америчкој савезној држави Масачусетс.

## Демографија
По попису из 2010. године број становника је 1.109, што је 226 (-16,9%) становника мање него 2000. године.
| Група             | 2000.         | 2010.         |
| Белци             | 1.281 (96,0%) | 1.010 (91,1%) |
| Афроамериканци    | 17 (1,3%)     | 13 (1,2%)     |
| Азијати           | 5 (0,4%)      | 8 (0,7%)      |
| Хиспаноамериканци | 18 (1,3%)     | 52 (4,7%)     |
| Укупно            | 1.335         | 1.109         |